# ایساهایا، ناگاساکی
ایساهایا در استان ناگازاکی در کشور ژاپن  واقع شده‌است  که دارای جمعیت ۱۴۲٬۶۳۵ نفر و مساحت ۳۱۲٫۲۴ کیلومتر مربع با تراکم جمعیت ۴۵۷  نفر در کیلومترمربع است و در تاریخ ۱ مارس ۲۰۰۵ به عنوان شهر شناخته شد.